# Ruth Moufang
Ruth Moufang (Darmstadt, 10 de janeiro de 1905 — Frankfurt am Main, 26 de novembro de 1977) foi uma matemática alemã.